# Сен-Совёр (Кот-д’Ор)
Сен-Совёр (фр. Saint-Sauveur — Святой Спаситель) — коммуна во Франции, находится в регионе Бургундия. Департамент коммуны — Кот-д’Ор. Входит в состав кантона Понтайе-сюр-Сон. Округ коммуны — Дижон.
Код INSEE коммуны — 21571.

## Население
Население коммуны на 2010 год составляло 238 человек.
| 1962 | 1968 | 1975 | 1982 | 1990 | 1999 | 2010 |
| ---- | ---- | ---- | ---- | ---- | ---- | ---- |
| 179  | 148  | 120  | 140  | 171  | 206  | 238  |

## Экономика
В 2010 году среди 160 человек трудоспособного возраста (15—64 лет) 122 были экономически активными, 38 — неактивными (показатель активности — 76,3 %, в 1999 году было 68,9 %). Из 122 активных жителей работали 111 человек (66 мужчин и 45 женщин), безработных было 11 (5 мужчин и 6 женщин). Среди 38 неактивных 7 человек были учениками или студентами, 17 — пенсионерами, 14 были неактивными по другим причинам.